# 1877 au Nouveau-Brunswick
Chronologie du Nouveau-Brunswick
- 1873
- 1874
- 1875
- 1876
- 1877
- 1878
- 1879
- 1880
- 1881

Cette page concerne des événements d'actualité qui se sont produits durant l'année 1877 dans la province canadienne du Nouveau-Brunswick.

## Événements

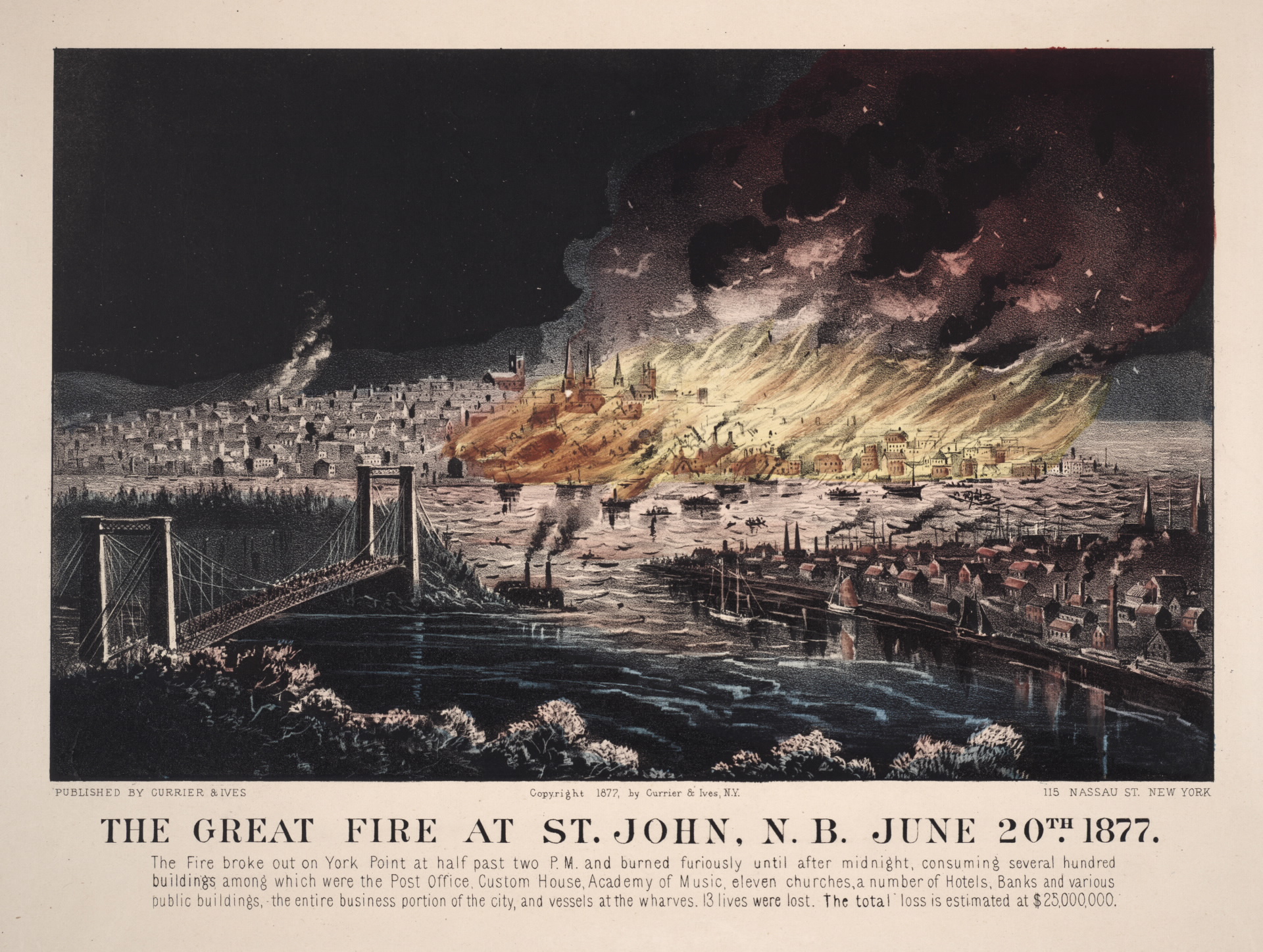
Le grand feu de Saint-Jean le 20 juin 1877

- Sylvester Zobieski Earle succède à A. Chipman Smith au poste du maire de Saint-Jean.

## Naissances
- 3 mars : Joseph Bennet Hachey, député.
- 3 août : Arthur Deinstadt Ganong, député.
- 16 septembre : Otto Baird Price, député.
- 20 octobre : Frederick Tweedie, maire et député.

## Décès
- 24 juin : John Henry Thomas Manners-Sutton, lieutenant-gouverneur du Nouveau-Brunswick.
- 12 juillet : Amand Landry, premier acadien député.